# عمود ماء

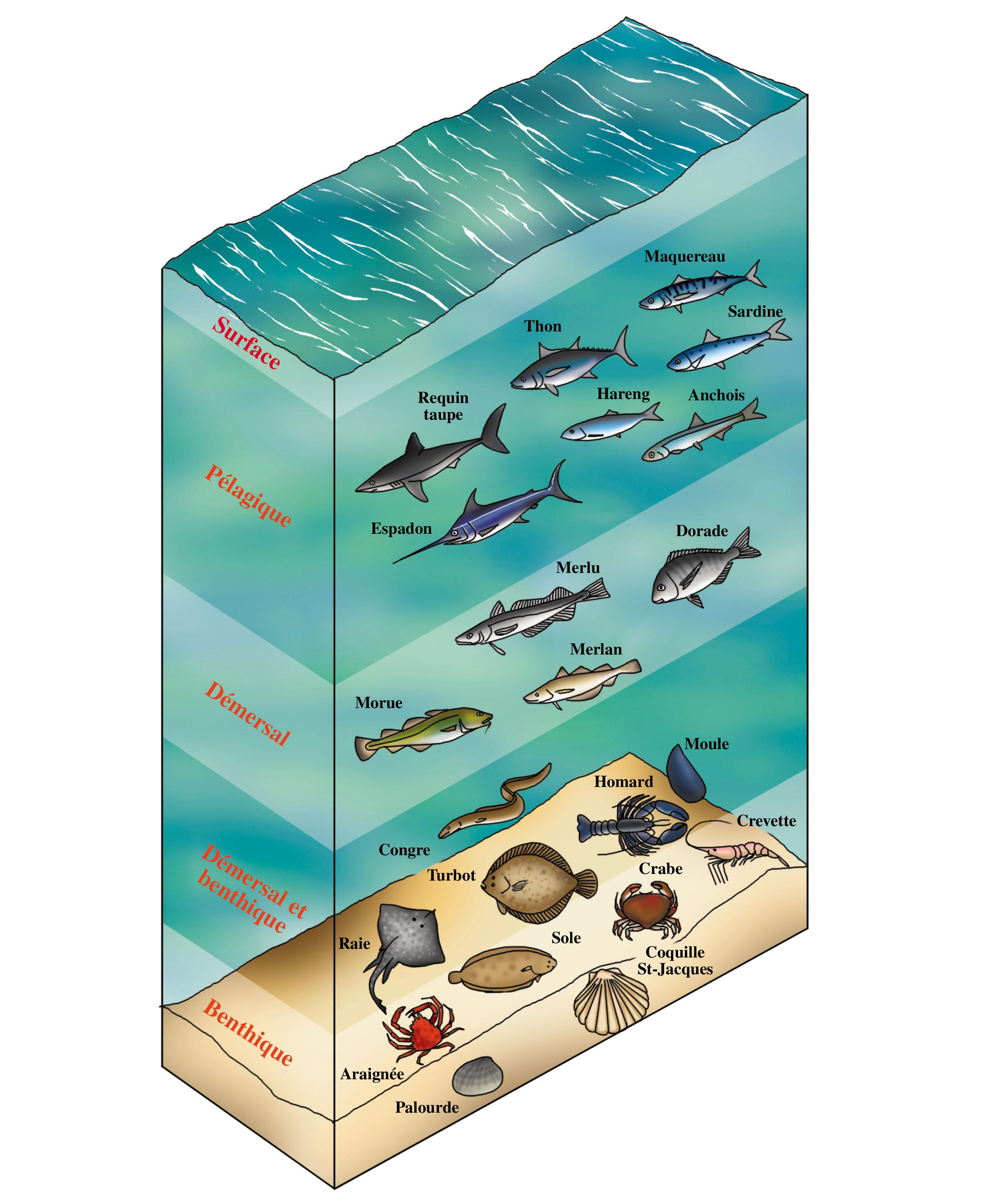
رسم بياني لتوزيع الأنواع البحرية في أعماق المياه: تصنيف الكائنات البحرية إلى طافية، قاعية وقاعية سفلية

عمود الماء هو مصطلح مفاهيمي لعمود مائي يمتد من السطح حتى رواسب القاع. يستخدم هذا المصطلح أساساً للتعبير عن الدراسات البيئية التي تقيّم طبقات الماء أو تمزج الطبقات الحرارية والكيميائية في بحيرة (جراء التيارات التي تسببها الرياح، على سبيل المثال) أو تيار في المحيط. من المؤشرات الشائعة التي تحلل في عمود الماء العكارة والأس الهيدروجيني وإجمالي المواد المذابة والملوحة ودرجة الحرارة ومبيدات الآفات المختلفة ومجموعة واسعة من المواد الكيميائية والحيويات.
مفهوم «عمود الماء» مهم جداً، ذلك أنه يتم شرح العديد من الظواهر المائية بواسطة الخلط العمودي غير المكتمل للمؤشرات الكيميائية والفيزيائية والحيوية. على سبيل المثال، عند دراسة استقلاب القاعيات يتم التركيز على طبقة سفلية محددة لتراكيز المواد الكيميائية المتاحة في عمود الماء، وهذا ما هو منطقي، بدلاً من دراسة معدلات المواد الكيميائية في عمود الماء كله.
يمكن تحليل علم سكون الموائع بارتفاع عمود الماء، والذي ينتج الضغط عند عمق معين من عمود الماء.
كما يستخدم مصطلح عمود الماء في الغوص لوصف المنطقة للغواصين صعوداً وهبوطاً.